# Le Courage de la nuance
Le Courage de la nuance est un essai politique écrit par Jean Birnbaum et publié en 2021. Il appelle à une réhabilitation de la nuance dans la sphère politique.

## Présentation générale
Le Courage de la nuance est un essai politique visant à réhabiliter la nuance dans le débat politique et dans la vie politique. L'auteur se base sur sept auteurs, de Albert Camus à George Orwell, pour mettre en valeur la nécessité de la nuance dans la pacification du débat politique.  
Jean Birnbaum qualifie son livre de « bref manuel de survie par temps de vitrification idéologique ». L'ouvrage « célèbre la nuance comme liberté critique, comme hardiesse ordinaire, mais aussi parce qu’il est nourri par cette conviction que le livre, l’ancienne et fragile tradition du livre, constitue pour la nuance le plus sûr des refuges ». 
Les chapitres sont entrecoupés d'interludes thématiques, qui traitent tour à tour des mots, de la franchise, de l'humour, de ce qui signifie « faire le jeu de », de l'inconnu, et de la littérature en tant qu'elle est « maîtresse des nuances ». 

## Résumé

### Introduction
L'auteur place l'ouvrage dans le contexte de la vie politique française des années 2010 et des années 2020. Il considère que chacun étant sommé de rejoindre un camp, « les arguments sont de plus en plus manichéens », et « la polarisation idéologique annule d'emblée la possibilité même d'une position nuancée ». Il critique à ce titre les réseaux sociaux, amplificateur de la violence.

### Chapitre 1 - Albert Camus, tout en équilibre
Le 26 avril 1955, Albert Camus est invité à donner une conférence à l'Union culturelle gréco-française, consacrée à l'avenir de la civilisation européenne. L'auteur estime pourtant difficile de la définir, et remarque qu'elle se définit précisément par ce qu'elle est « pluraliste », c'est-à-dire que la multiplicité des opinions doit rendre impossible la domination d'une vérité sur une autre. Cette réponse est proprement camusienne car l'attitude constante de Camus a été celle de la préservation d'un espace de discussion.
Le philosophe a développé, avant Emmanuel Levinas, une éthique du visage, selon laquelle c'est l'accueil du visage qui est le préalable à la fin de la violence. Camus écrit ainsi que la polémique « consiste à considérer l’adversaire en ennemi, à le simplifier par conséquent et à refuser de le voir. Celui que j’insulte, je ne connais plus la couleur de son regard, ni s’il lui arrive de sourire et de quelle manière. Devenus aux trois quarts aveugles par la grâce de la polémique, nous ne vivons plus parmi des hommes, mais dans un monde de silhouettes ».
Camus a pu expérimenter l'absence de nuance dans sa vie politique précoce, ayant été expulsé du Parti communiste français pour ne pas avoir été assez orthodoxe. La confiance portée par Camus à la nuance est l'héritage de l'éthique grecque, qui se caractérise par une méfiance radicale de la démesure. La mesure implique parfois de ne rien dire : « Le dégoût m’était venu de toutes les formes d’expression publique. J’avais envie de me taire ».

### Chapitre 2 - Georges Bernanos, une foudroyante lucidité
Georges Bernanos publie, en 1938, Les Grands Cimetières sous la lune, un pamphlet témoignant de l'implication de l’Église catholique dans la guerre d'Espagne. A sa lecture, le Pape Pie XI, refusant de mettre le roman à l'index malgré diverses pressions, dit : « Cela brûle mais cela éclaire ». 
Bernanos avait de quoi refuser de voir les massacres et le mal organisés par Francisco Franco, car l'auteur était d'abord un monarchiste issu de l'Action française, farouche catholique antirépublicain. Mais il refuse d'être aveuglé par ses opinions et ses dogmes, et écrit : « Évidemment, cela vous coûte à lire. Il m’en coûte aussi de l’écrire. Il m’en a plus coûté encore de voir ». Face à lui, le journal L'Action française, révolté par ce que Bernanos est sorti du ban, écrit : « On ne discute pas avec un pauvre fol ».
Bernanos, pourtant, revient de loin, ayant milité pour l'Action française et passé des séjours en prison dans sa jeunesse pour des faits de violence politique. Comme il l'écrit tardivement, « je sais pourtant mieux que personne ce qu’un garçon de 20 ans peut donner de lui, de la substance de son âme, à ces grossières créations de l’esprit partisan qui ressemblent à une véritable opinion ». Birnbaum considère ainsi qu'il est un exemple d'un homme qui s'est arraché à ses dogmes pour accepter de voir le réel tel qu'il est, et non tel qu'il aurait voulu qu'il soit.

### Chapitre 3 - Hannah Arendt, le génie de l'amitié
Hannah Arendt a choqué en commentant certains drames d'un ton sardonique, ou ironique. Elle écrit ainsi, au sujet d'Adolf Eichmann : « J’ai lu son interrogatoire de police, soit 3 600 pages, et de très près, et je ne saurais dire combien de fois j’ai ri, ri aux éclats ». En réponse à ses critiques, elle écrit : « Je continue à penser qu’on doit pouvoir rire, parce que c’est en cela que consiste la souveraineté, et que toutes ces objections contre l’ironie me sont d’une certaine manière très désagréables, au sens du goût, c’est un fait ». Arendt est partisane, durant toute la deuxième moitié de sa vie, de ce qu'avançait Bertolt Brecht : « Il faut écraser les grands criminels politiques : et les écraser sous le ridicule ».
L'humour est nécessaire car, pour Birnbaum, il « introduit du jeu là où la pensée étouffe » et « remet le langage en mouvement ». Cela est d'autant plus nécessaire que « l'expérience totalitaire est celle d'une langue vitrifiée ». L'ironie d'Arendt est proprement socratique, car elle n'a pas pour but de désarmer, de paralyser, mais au contraire de permettre celui qui est visé à s'arrêter, descendre en soi et ainsi, « renouer avec la liberté ». Le contraire de la banalité du mal est précisément d'« avoir une conscience aux aguets, se montrer capable d'entrer dans une dissidence intérieure ». Ainsi, Birnbaum rappelle, « pour Arendt, la pensée a moins à voir avec l'intelligence qu'avec le courage ».

### Chapitre 4 - Raymond Aron, modéré avec excès
Raymond Aron part effectuer de la recherche en Allemagne au moment où le Troisième Reich se fortifie. Cette expérience l'incite, lui qui était un jeune socialiste pacifiste, à découvrir les limites de son credo politique. Comme l'écrit Birnbaum, « confronté à la sauvagerie nue, le jeune intellectuel rompt avec le pacifisme et découvre la puissance des "forces irrationnelles" ». Dans sa Lettre ouverte d'un jeune Français à l'Allemagne de 1933, il fait de la lucidité la « première loi de l'esprit ».
Aron se positionne ainsi fondamentalement en faveur de la liberté d'enseignement, c'est-à-dire de la liberté des enseignants de professer des thèses qui ne sont pas alignées sur celles du gouvernement qui les rémunère. Le pluralisme intellectuel joue ici tout son rôle, car il « ne prétend pas à une vérité comparable à celle des mathématiques ou de la physique ; il ne retombe pas non plus au niveau d’une opinion quelconque. Il s’enracine dans la tradition de notre culture, il se justifie et, d’une certaine manière, se vérifie, par la fausseté des croyances qui s’efforcent de le nier ».
Le philosophe ne plaira ni à la gauche, ni à la droite ; il critique l'URSS et ses goulag, ce qui le rend détesté par l'intelligentsia parisienne de gauche ; mais il critique aussi, dans La Tragédie algérienne, le nationalisme des partisans de l'Algérie française et appelle à « dire toute la vérité, si amère soit-elle », sur le conflit entre la métropole et le département. Aron se montre ainsi partisan d'Aristote, qui élève la phronèsis au rang de vertu suprême. Aron célèbre ainsi le « suprême courage de la mesure », qui est, le rappelle Birnbaum, « tout sauf une forme de pusillanimité », mais au contraire « la première des audaces ».

### Chapitre 5 - George Orwell, la révolution du fair-play
George Orwell vit lui aussi la guerre d'Espagne. Pour lui, l'émancipation est liée à la justesse des idées et à la vérité des sentiments. Le héros de 1984 est ainsi « un amoureux des mots que le régime prive bientôt de la possibilité non seulement d'écrire, mais aussi de ressentir ». Orwell défend ce qu'il appelle la common decency. Ainsi, après avoir lu une critique de son dernier livre par George Woodcock, il appelle ce dernier pour le remercier, et fait la part, dans la critique de Woodcock, entre ce qu'il considérait comme une critique rude mais légitime et ce qu'il n'avait guère apprécié dans la critique mais devait néanmoins respecter.
Orwell se règle sur une exigence de franchise, et refuse de caresser dans le sens du poil. Il soutient que « parler de liberté n’a de sens qu’à condition de dire aux gens ce qu’ils n’ont pas envie d’entendre ». Le franc-parler implique de douter de soi, c'est-à-dire d'accepter ses erreurs, retirer ses propos, etc. Il appelle ainsi, dans la conclusion de son Hommage à la Catalogne, ses lecteurs à douter de sa partialité.
L'expérience de la guerre d'Espagne permet à Orwell de se montrer méfiant envers à la fois les staliniens et les franquistes. Il écrit : « l'un des plus tristes effets de cette guerre a été de m’apprendre que la presse de gauche est tout aussi mensongère et malhonnête que la presse de droite ». Il regrette aussi que le climat de la Seconde Guerre mondiale rende le désalignement avec un camp préétabli impossible : « L’atmosphère de haine dans laquelle se déroule la controverse rend les gens aveugles à des considérations de ce genre. Admettre qu’un adversaire peut être à la fois honnête et intelligent est ressenti comme intolérable ».

### Chapitre 6 - Germaine Tillion, la vérité au cœur
Germaine Tillion met en pratique sa volonté de comprendre le monde au camp de Ravensbrück. Sa mère ayant été tuée dans le camp peu de temps avant qu'elle n'arrive dans sa cellule, elle mène l'enquête auprès de ses camarades pour comprendre ce qu'il s'est passé. Elle prend note de tout, fait des statistiques sur tout, et consigne le nom des surveillants nazis dans de fausses recettes de cuisines codées. Elle soutient que sa discipline, l'ethnologie, « pas seulement science humaine, mais humanisme – tient, au niveau de l’interconnaissance des peuples, une place parallèle à celle que joue le dialogue au niveau des individus : un aller-retour incessant de la pensée, incessamment rectifié ».
Tillion, qui avait vécu et travaillé en Algérie, ne soutient pas les massacres à la bombe de civils commis par le Front de libération nationale, ni les exécutions commises par l'armée française. Elle est ainsi très critiquée par le général Massu, qui lui reproche a posteriori d'avoir « contribué au désastre » ; Simone de Beauvoir, qui refuse de bien orthographier son nom, la qualifie de « saloperie » car trop modérée vis-à-vis du FLN. Pierre Vidal-Naquet raconte que Jacques Vergès « haïssait en Germaine Tillion celle qui tentait un dialogue là où ne devait parler que la haine ».

### Chapitre 7 - Roland Barthes casse les clichés
Les écrits de Roland Barthes ont, pour Birnbaum, quelque chose de réconfortant, car « il nous enseigne que la haine de l'intelligence se déchaîne toujours au nom du bon sens ». Barthes soutient que « la vérité d'une époque se saisit au coeur des paroles les plus ordinaires : un commentaire sportif, un guide touristique, une publicité, une notice astrologique... ».
Barthes considère que la langue évolue entre deux pôles : celui de la « bouffée », une parole ouverte qui déferle dans la tête du locuteur sans contrainte, la parole amoureuse et éparpillée ; et, d'autre part, la « brique », à savoir la « parole fermée, hermétique comme un bloc de clichés » (Birnbaum), celle du bourgeois bien-pensant ou de l'idéologue militant. Lors de son voyage en Chine maoïste avec Tel Quel, il constate la prépondérance du langage hermétique, et écrit à son retour que toutes les notes qu'il a prises là-bas « attesteront sans doute la faillite, en ce pays, de [s]on écriture ».
Barthes théorise le Neutre. Il s'agit, rappelle Birnbaum, de « ce lieu où l'on refuse de choisir un terme contre un autre, où l'arrogance se trouve suspendue ». L'arrogance est, pour Barthes, « tous les 'gestes' (de parole) qui constituent des discours d'intimidation, de sujétion, de domination, d'assertion, de superbe : qui se placent sous l'autorité, la garantie d'une vérité dogmatique ». 
Barthes vit une forme de malaise vis-à-vis du pouvoir médiatique, qu'il accuse de tuer la nuance : « On peut dire que la civilisation des médias se définit par le rejet (agressif) de la nuance ». Il critique la démagogie d'extrême droite en soulignant, chez le poujadisme, sa tendance à « décréter néant tout ce qui risque de substituer l'explication à la riposte ». Mais Barthes s'attaque à toutes les réification des positions idéologiques et du langage, de gauche comme de droite.

### Conclusion - Solidarité des solitaires
Le courage de la nuance consiste, comme les auteurs traités précédemment, à ne pas s'aligner sur des slogans, à être sincère et renoncer à la franchise, et trop mobile pour « obéir à la police des frontières, que ces frontières soient politiques ou littéraires ». Ceux qui ont le courage de la nuance se caractérisent par leur comportement, qui est d'être capable de discuter avec ceux avec lesquels ils ne sont pas d'accord, voire même d'admirer certaines parties de leur œuvre.

## Réception
Le livre reçoit un accueil positif de la critique. Dans L'Humanité, Aliocha Wald Lasowski écrit que l'auteur « signe un plaidoyer contre le manichéisme et pour la subtilité ». Le Figaro écrit que l'ouvrage « rappelle l'importance du doute, de la pensée contre soi-même, de l'acceptation de ses propres limites ». La Libre Belgique chronique le livre à sa sortie. Charlie Hebdo publie un entretien avec l'auteur et écrit que l'ouvrage est un « plaidoyer en faveur de la subtilité et de la lucidité » ; Marianne fait de même. Public Sénat diffuse un débat entre Eugénie Bastié et Birnbaum. 
Aurelian Craiutu, enseignant de science politique à l'université de l'Indiana, cite le livre au cours d'un débat. Manuel Valls y fait également référence dans un entretien à L'Opinion.
L'Écho se montre plus critique. En reconnaissant sa qualité au livre, il appelle à « nuancer ces appels à la nuance », car « en convoquant ainsi la nuance, ne rêvons-nous pas d’un débat idéal, un âge d’or où tout était soi-disant nuancé ? De cette fable, nous devons nous méfier ». Le Monde diplomatique considère le livre comme reflétant une marotte portée par des intellectuels médiatiques dans les mois qui précèdent sa sortie. Le journal critique ce qu'il considère comme un manque de rigueur dans la définition de ce qu'est la nuance, tour à tour identifiée à l'humour, l'amitié ou le pluralisme, ainsi que le recours abondant à l'éthique du care.